# Wachiranon Ruengdach
Wachiranon Ruengdach (thailändisch วชิรานนท์ เรืองเดช; * 8. August 2004) ist ein thailändischer Fußballspieler.

## Karriere
Wachiranon Ruengdach erlernte das Fußballspielen in der Jugend vom Drittligisten Maejo United FC in Chiangmai. Im Januar 2024 unterschrieb er einen Vertrag beim Zweitligisten Samut Prakan City FC. Sein Zweitligadebüt für den Verein aus Samut Prakan gab Wachiranon Ruengdach am 10. Februar 2024 (24. Spieltag) im Auswärtsspiel gegen den Phrae United FC. Bei der 1:0-Auswärtsniederlage wurde er in der 68. Minute für den Brasilianer Fernando Viana eingewechselt.